# Festina (equipa ciclista)
Festina foi uma equipa ciclista profissional de estrada, patrocinado pelo fabricante de relógios Festina. Inicialmente chamado Lotus-Zahor herdou a estrutura da equipa Hueso.

## Cronologia

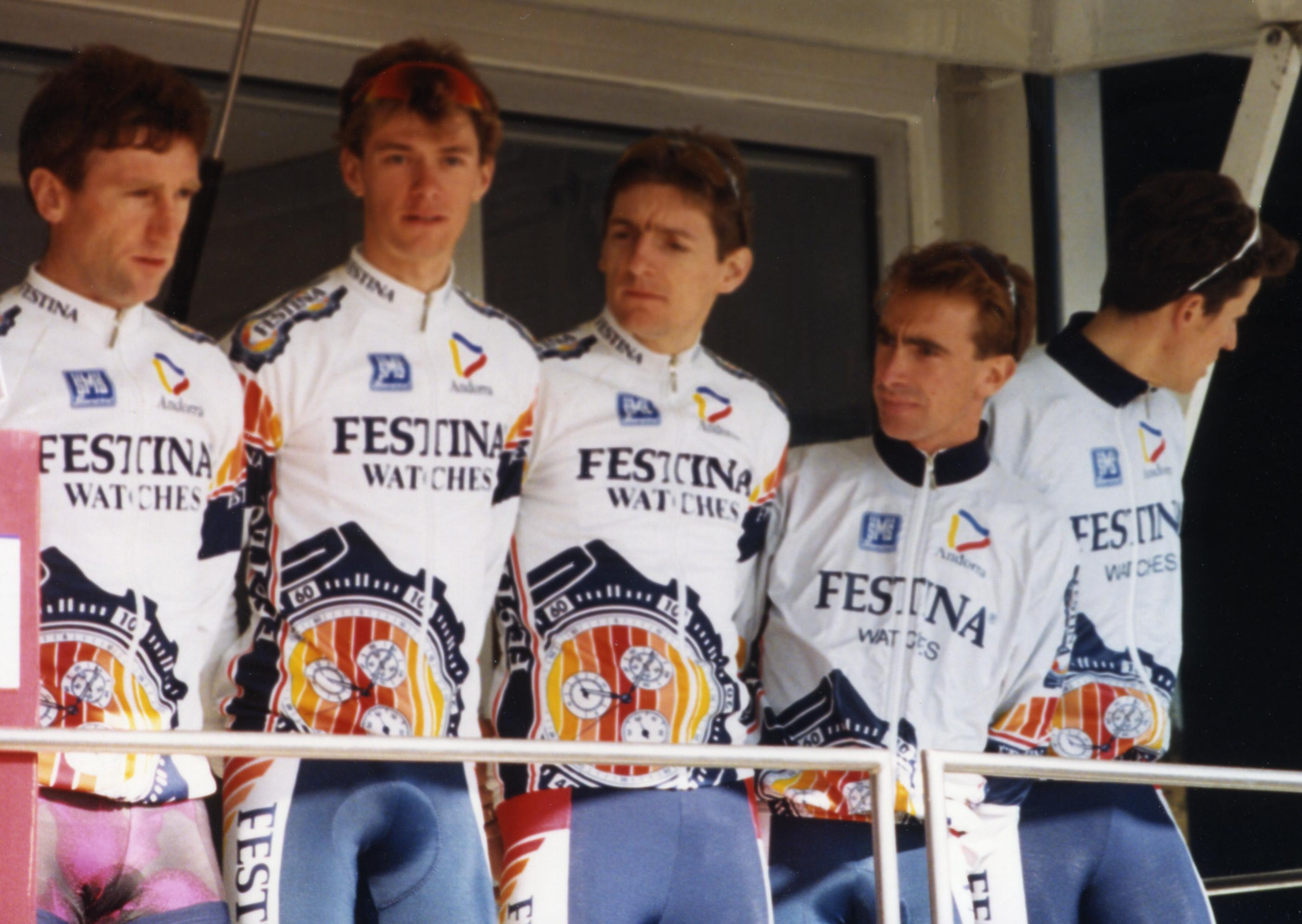
Equipa Festina na Paris-Nice 1993

- Em 1989, nasceu a equipa ciclista espanhola: Lotus-Zahor (herdeira de estrutura da Heuso). Lotus é a filial espanhola do fabricante de relógios Festina.
- Em 1990, a equipa passa a chamar-se Lotus-Festina. Esta dupla denominação manter-se-ia durante bastante tempo: Lotus para as corrida em Espanha e Festina para o resto do mundo.
- Em 1991, a equipa contrata o corredor português Acácio da Silva. A ele unir-se-ia ao ano seguinte um jovem prometedor espanhol: Abraham Olano.
- Em 1992, a equipa participa no seu primeiro Tour de France.
- Em 1993, a equipa muda de nacionalidade passando a ser andorrano. A equipa pode-se permitir o luxo de contratar a grandes ciclistas, como o irlandês Sean Kelly e o holandês Steven Rooks. Se afrancesa com a chegada do diretor desportivo Bruno Roussel e com corredores como Richard Virenque, Pascal Lino ou Thierry Marie.
- Mas não foi até 1994 quando a equipa se converteu verdadeiramente em francês. Bruno Roussel subiu em reputação e nomes de corredores franceses chegaram para reforçar a equipa, entre os quais Luc Leblanc conseguiria nesse mesmo ano o Campeonato do mundo.
- Nos anos seguintes seriam os da Virenquemania e permitiram a Festina forjar-se uma forte notoriedade ante o grande público. Assim, Virenque obtém o título de melhor escalador do Tour de France 4 vezes consecutivas, entre 1994 e 1997, e termina no pódio em 1996 e 1997. Festina conseguiu a 'classificação por equipas' em 1994 e 1996.
- Em 1997, Laurent Brochard consegue o Campeonato do mundo.
- Em 1998, a equipa Festina é reconhecido como "o mais forte do mundo", com o reforço da estrela suíça Alex Zülle. Mas em pleno Tour de France, a equipa vê-se imerso num dos maiores casos de doping da história do ciclismo.
- Em 1999, seguindo com a mesma tónica, a equipa muda de cara (Virenque, Zulle e Roussel abandonam a disciplina da equipa).
- Em 2000, a equipa voltou a brilhar no Tour de France, graças à jovem promessa espanhola Joseba Beloki, quem precedeu a seu líder, Christophe Moreau, no terceiro lugar do pódio de Paris.
- Em 2001, durante a última temporada de Festina no seio do pelotão profissional, a equipa ganhou a Vuelta com Ángel Casero, e Christophe Moreau levou o maillot amarelo alguns dias no Tour de France.

## Corredor melhor classificado nas Grandes Voltas

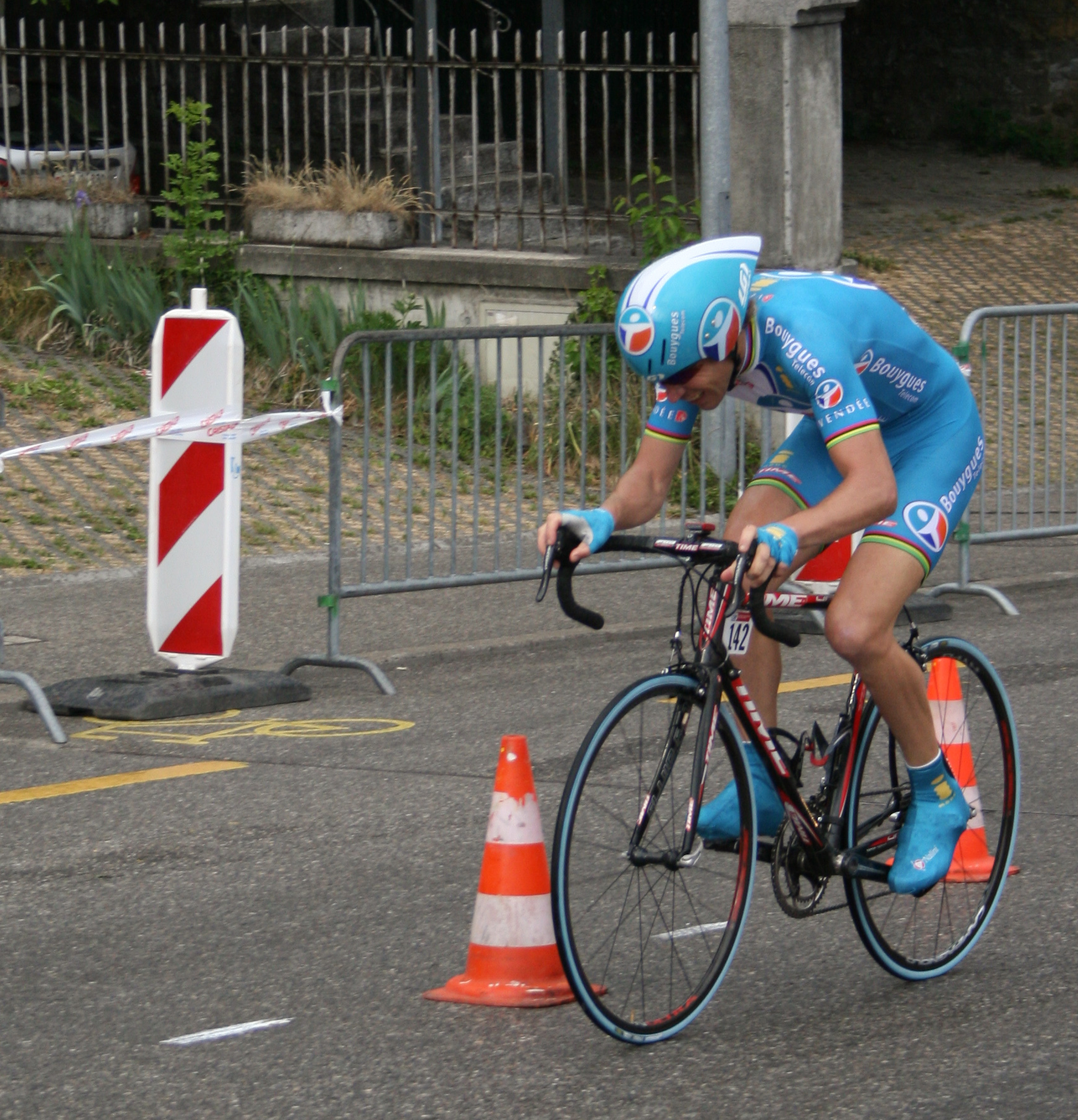
Laurent Brochard nas filas do Festina como campeão do mundo.

| Ano  | Giro de Itália           | Tour de France             | Volta a Espanha             |
| ---- | ------------------------ | -------------------------- | --------------------------- |
| 1989 | -                        | -                          | 10.º Luc Suykerbuyk         |
| 1990 | -                        | -                          | 23.º José Luis Laguía       |
| 1991 | 19.º Juan Tomás Martínez | -                          | 34.º Juan Tomás Martínez    |
| 1992 | 15.º Juan Tomás Martínez | 31.º Enrique Alonso Casado | 22.º Carlos Hernández Danço |
| 1993 | 46.º Romes Gainetdinov   | 15.º Jean-Philippe Dojwa   | 27.º Luis Pérez García      |
| 1994 | -                        | 4.º Luc Leblanc            | 6.º Luc Leblanc             |
| 1995 | 25.º Pascal Hervé        | 9º. Richard Virenque       | 5.º Richard Virenque        |
| 1996 | 9.º Jean-Cyril Robin     | 3.º Richard Virenque       | 2.º Laurent Dufaux          |
| 1997 | 12.º Félix García Casas  | 2.º Richard Virenque       | 3.º Laurent Dufaux          |
| 1998 | 14.º Alex Zülle          | Expulsado                  | 8.º Alex Zülle              |
| 1999 | -                        | 9.º Wladimir Belli         | 17.º Félix García Casas     |
| 2000 | -                        | 3.º Joseba Beloki          | 2.º Ángel Casero            |
| 2001 | -                        | 32.º Luis Pérez Rodríguez  | 1.º Ángel Casero            |

## Classificações UCI
A União Ciclista Internacional elaborava o Ranking UCI de classificação dos ciclistas e equipas profissionais.
Até o ano 1998, a classificação da equipa e de sua ciclista mais destacado foi a seguinte:
| Ano  | Classificação por equipas | Melhor corredor na classificação individual | Posição |
| 1995 | 11º                       | Richard Virenque                            | 12º     |
| 1996 | 5º                        | Richard Virenque                            | 7º      |
| 1997 | 4º                        | Richard Virenque                            | 14º     |
| 1998 | 4º                        | Alex Zülle                                  | 6º      |

A partir de 1999 e até 2004 a UCI estabeleceu uma classificação por equipas divididas em três categorias (primeira, segunda e terceira). A classificação da equipa e de sua ciclista mais destacado foi a seguinte:
| Ano  | Categoria | Classificação por equipas | Melhor corredor na classificação individual | Posição |
| 1999 | Primeira  | 15º                       | Wladimir Belli                              | 16º     |
| 2000 | Primeira  | 10º                       | Christophe Moreau                           | 21º     |
| 2001 | Primeira  | 13º                       | Christophe Moreau                           | 31º     |

## Palmarés

### Principais vitórias
- Volta a Espanha de 2001
- Milão-Sanremo 1992
- Giro da Lombardia 1993
- 4 vezes melhor escalador do Tour de France entre 1994 e 1997.
- Várias etapas nas grandes voltas

## Elenco

### Ciclistas destacados
| - Pascal Hervé - Acácio da Silva - Sean Kelly - Steven Rooks - Richard Virenque - Jean-Paul van Poppel - Thierry Marie - Pascal Lino - Luc Leblanc - Lars Michaelsen - Laurent Brochard - Emmanuel Magnien | - Christophe Bassons - Patrice Halgand - Christophe Moreau - Didier Rous - Neil Stephens - Marcel Wüst - Joseba Beloki - Ángel Casero - Alex Zulle - Laurent Dufaux - Pascal Chanteur - Mathieu Hermans - Juan valvuena - Felix Garcia Casas - Jaume Hernández - Rafael Casero |